# Diego Cordovez
Diego Cordovez Zegers (* 3. November 1935 in Quito; † 24. Mai 2014 ebenda) war ein ecuadorianischer Politiker, Diplomat der UNO sowie Außenminister von Ecuador von 1988 bis 1992 in der Regierung von Rodrigo Borja Cevallos.

## Leben
Cordovez besuchte das American College und die Militärakademie von Ecuador in Quito, erreichte einen Abschluss an der Juristischen Fakultät der Universität von Chile und arbeitete danach als Anwalt. Inspiriert vom Idealismus von John F. Kennedy trat er als Assistent von Raúl Prebisch in den Dienst der Vereinten Nationen im Bereich Lateinamerika. Während dieser Zeit wurde die UNCTAD geformt. Er wurde Direktor des Wirtschafts- und Sozialrats der Vereinten Nationen. Ab 1981 führten ihn politische Missionen in die Dominikanische Republik, nach Pakistan, Bangladesch, Libyen und Kuba sowie als Sonderbeauftragter nach Iran während der Geiselnahme von Teheran sowie in die Golfstaaten während des Iranisch-Irakischen Krieges. Er wurde zum stellvertretenden Generalsekretär für politische Angelegenheiten ernannt und leitete als Vermittler die Verhandlungen, die zum Genfer Abkommen über den Abzug aller sowjetischen Truppen aus Afghanistan führten. Die Verhandlungen galten vielen als aussichtslos und der Economist nannte Cordovez im Jahr 1988 den geduldigsten Menschen der Welt (“the world’s most patient man”). In Quito wurde die Straße, an der er wohnte, in „Afghanistan“ umbenannt und sein Haus erhielt in Anlehnung an das 1988 erzielte Genfer Abkommen die Nummer 88. Er wurde zusammen mit Präsident Michail Gorbatschow für den Friedensnobelpreis nominiert und erhielt den Martin Luther King Award. 
Während der gesamten Regierungszeit von Präsident Rodrigo Borja Cevallos (1988–1992) war er Außenminister von Ecuador. Er wurde nach einer Zeit als "Resident Diplomat" an der Columbia University in New York in den UN-Dienst zurück berufen und zum Vermittler der Vereinten Nationen in Zypern sowie Sondergesandter für Venezuela. 
Von 2005 bis 2007 war er Botschafter und Ständiger Vertreter Ecuadors bei den Vereinten Nationen. 
Cordovez war verheiratet mit der 2003 verstorbenen Maria Teresa Somavia und hatte mit ihr einen Sohn. In seinen letzten Jahren lebte er zwischen New York und Quito.

## Publikationen
- Out of Afghanistan: The Inside Story of the Soviet Withdrawal, mit Selig S. Harrison, Oxford University Press, New York 1995, ISBN 978-0-19-506294-6.